# Bram Stoker
Abraham (Bram) Stoker (født 8. november 1847, død 20. april 1912)  var en irsk forfatter, som beskæftigede sig med gotisk fiktion, og især er kendt for romanen Dracula.